# Paweł Piwko

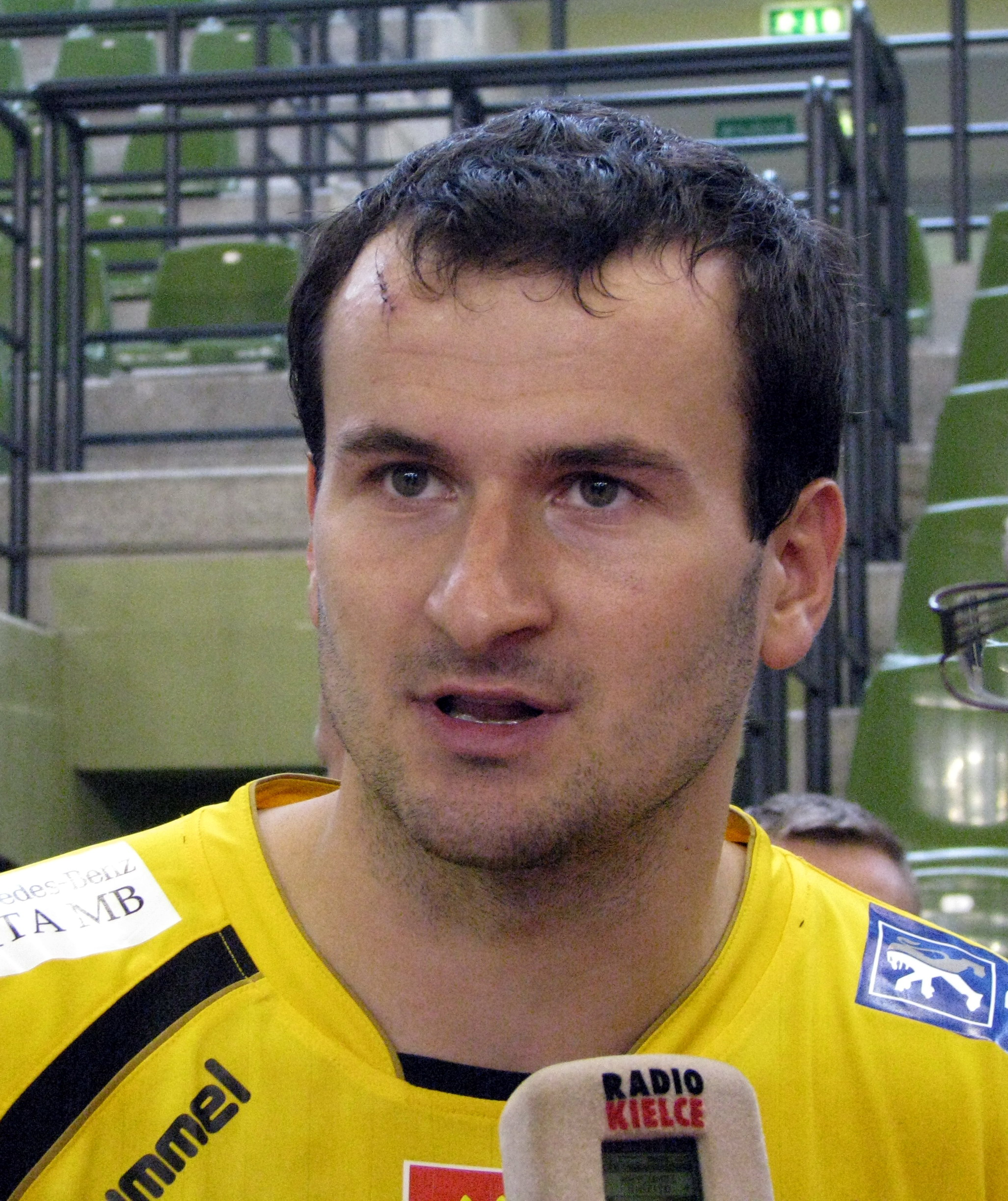
Paweł Piwko (2009)

Paweł Piwko (* 7. Oktober 1982 in Dzierżoniów) ist ein ehemaliger polnischer Handballspieler.
Der 1,89 Meter große schwere Außenspieler spielte anfangs bei Żagwi Dzierżoniów, SMS Gdańsk, SPR Chroby Głogow und WKS Słask Wrocław. Später stand Piwko bei KS Vive Targi Kielce unter Vertrag, mit dem er zwei Mal die polnische Meisterschaft gewann. Von 2010 bis 2021 lief er für MSPR Siódemka Miedź Legnica auf. Er trug die Rückennummer 17. Nach seinem Karriereende als aktiver Spieler wechselte er als Co-Trainer auf die Trainerbank. 
Paweł Piwko bestritt 44 Länderspiele für die polnische Nationalmannschaft. Mit Polen nahm er an den Olympischen Spielen 2008 teil. Weiterhin stand er im Aufgebot für die Handball-EM 2010.